# Pajovë
Pajovë è una frazione del comune di Peqin in Albania (prefettura di Elbasan).
Fino alla riforma amministrativa del 2015 era comune autonomo, dopo la riforma è stato accorpato, insieme agli ex-comuni di Gjocaj, Karinë, Përparim e Shezë a costituire la municipalità di Peqin.

## Località
Il comune era formato dall'insieme delle seguenti località:
- Pajove
- Gryksh i Madh
- Bishqem
- Paulesh
- Bishqem Fushe
- Leqit
- Lazarej
- Haspiraj
- Hasnjok
- Cengelaj
- Garunje e Paprit
- Cacabezë